# トリノ (ヴェルチェッリ県)
トリノ（イタリア語: Trino）は、イタリア共和国ピエモンテ州ヴェルチェッリ県にある、人口約6,800人の基礎自治体（コムーネ）。
州都トリノ (Torino) とは、綴りが異なる。日本語表記はトリーノとされることもある。

## 地理

### 位置・広がり
ヴェルチェッリ県南部に位置するコムーネで、県都ヴェルチェッリから南西へ17km、アスティから北北東へ33km、アレッサンドリアから北西へ40km、州都トリノから東北東へ50kmの距離にある。
コムーネ面積は 70.60 km2 で、北西-南東方向に長い領域を持ち、南にポー川に面する。トリノの町はポー川に近い町域南東部に位置している。
| 隣接するコムーネは以下の通り。括弧内のALはアレッサンドリア県所属。 - ロンセッコ - 北 - トリチェッロ - 北東 - コスタンツァーナ - 東 - モラーノ・スル・ポー (AL) - 南東 - カミーノ (AL) - 南 - パラッツォーロ・ヴェルチェッレーゼ - 南西 - フォンタネット・ポー - 西 - リヴォルノ・フェッラーリス - 北西 - ビアンツェ - 北西 |

このうちカミーノは、トリノの町から見てポー川対岸に位置する。トリノとカミーノの間には県道の橋が架けられている。

## 行政

### 分離集落
トリノには、以下の分離集落（フラツィオーネ）がある。
- Leri Cavour, Lucedio, Robella, Castelmerlino, Darola, Montarolo, Ramezzana

## 交通

### 鉄道
- キヴァッソ＝アレッサンドリア線 (it:Ferrovia Chivasso-Alessandria) 
  - トリーノ・ヴェルチェッレーゼ駅 (it:Stazione di Trino Vercellese)

### 道路
国道・主要な県道
- SS455
- SP31bis

## 姉妹都市
- Chauvigny、フランス 1961年
- Geisenheim、ドイツ 1974年
- バンフォラ、ブルキナファソ 1999年